# Bella (テレビ番組)
『Bella』（ベラ）は、1999年4月3日から2000年3月25日まで名古屋テレビで放送された情報番組。
この項目では、その後継番組『Bella II』（ベラ ドゥエ）および『Bella Spirito』（ベラ スピリト）についても触れる。

## 概要
OL向けのファッション情報やグルメ情報などを紹介していた土曜午前の情報番組シリーズで、若者向けの情報誌をそのままテレビ番組化したような内容で放送されていた。それまで名古屋テレビが土曜午前に放送していた『気分はビビデバビデブ』の後継番組に当たるが、シリーズ第1作目の『Bella』は放送時間を大幅に拡大した上でスタートした。また、出演者は完全に入れ替わっていた。
この番組シリーズは、『Bella II』まではイメージキャラクターに『妖怪人間ベム』の女性型妖怪人間・ベラを起用していた。ベラは毎回番組のアバンタイトルや番組宣伝などに高笑いを上げながら登場し、その高圧的な口調で視聴者に毎週番組を見るように命じていた。ただし、声は『妖怪人間ベム』本編で担当していた森ひろ子ではなく、ものまねタレントの桜井ちひろが担当していた。ベラはかつて存在していた番組公式サイトにも登場し、出演者たちとともにプロフィール付きで紹介されていた。

## 放送時間
いずれもJST。

### Bella
- 土曜 9:30 - 11:25 （1999年4月 - 1999年12月）
- 土曜 9:30 - 11:20 （2000年1月 - 2000年3月） - 11時20分枠でミニ番組『Be・美!』がスタートするのに伴い、放送枠が5分縮小。

### Bella II
- 土曜 10:25 - 11:35 （2000年4月 - 2002年3月）

### Bella Spirito
- 土曜 10:55 - 11:40 （2002年4月 - 2002年9月）
- 土曜 10:55 - 11:45 （2002年9月 - 2003年3月） - 11時40分枠で放送されていたミニ番組を吸収し、放送枠が5分拡大。

## 出演者

### Bella
- 嘉門洋子
- 星野有香
- 仁香
- 宮原亜友子（当時名古屋テレビアナウンサー）
- アンバランス
- 上田定行 - ナレーターを担当。

### Bella II
- 中島知子（オセロ）
- 松嶋尚美（オセロ）
- パンツェッタ・ジローラモ
- 宮原亜友子（当時名古屋テレビアナウンサー）
- 橋本志穂 - 途中降板したオセロに替わってレギュラー入り。
- 細木美和 - 途中降板したオセロに替わってレギュラー入り。
- 上田定行 - ナレーターを担当。

### Bella Spirito
- 早見優
- 阿部美穂子
- パンツェッタ・ジローラモ
- 佐藤裕二（名古屋テレビアナウンサー）
- 岡山裕子（当時名古屋テレビアナウンサー）
- 香坂みゆき - 途中降板した早見に替わってレギュラー入り。
- 上田定行 - ナレーターを担当。

## 主な放送内容

### Bella
気になるBest20
Bellaプロデュース
イタリアの旅

### Bella II
イットキーナ
名古屋市内にある女性向けの飲食店を紹介していたコーナー。
ジローラモのヴォーノ・ヴォーノ!
ジローラモが毎回様々なイタリア料理を作り、そのレシピを視聴者に公開していたコーナー。コーナーを休止してイタリア料理店の取材VTRを流すこともあった。
ブランドちゃん
高級ブランド品の数々を番組が確保し、それらを視聴者プレゼントにしていたコーナー。ブランド品取扱店の宣伝も兼ねて行われていた。

### Bella Spirito
Spirito
ライフスタイルの向上に役立つ様々な情報をジャンルを問わずに紹介していたコーナー。番組自体が女性をターゲットにしていたことから、女性向けの飲食店やブティック、エステティックサロンなどの情報に集中する傾向にあった。
Bellaマガジン
公開中の映画や発売されたばかりの音楽CD、名古屋市内に新しく出来た行楽スポットなどを紹介していたコーナー。ここでも女性向けの飲食店を紹介するなど、上記「Spirito」のコーナーとの明確な差別化はあまりされていなかった。
ブランドちゃん
『Bella II』時代と同様に、番組が確保した高級ブランド品を視聴者プレゼントにしていた。

## 番組連動型企画
Bellaメール
この番組シリーズが視聴者に配信していたメールマガジン。配信を希望する際には、当時名古屋テレビが運営していた携帯サイト「ebi倶楽部」に登録する必要があった。